# Багрин
Ба́грин — село в Україні, у Фастівському районі Київської області. Населення становить 1092 осіб. На своїй території має декілька водойм. Одна з них придатне для купання.
Межує з Калинівкою, Дібровою, Здорівкою, Плесецьким.
Сільська рада знаходиться в с. Діброва.
В селі функціонує один магазин.

## Населення

### Мова
Розподіл населення за рідною мовою за даними перепису 2001 року:
| Мова       | Відсоток |
| ---------- | -------- |
| українська | 97,85%   |
| російська  | 1,99%    |
| білоруська | 0,16%    |

## Спорт
Має футбольний клуб ФК «Багрин».

## Галерея

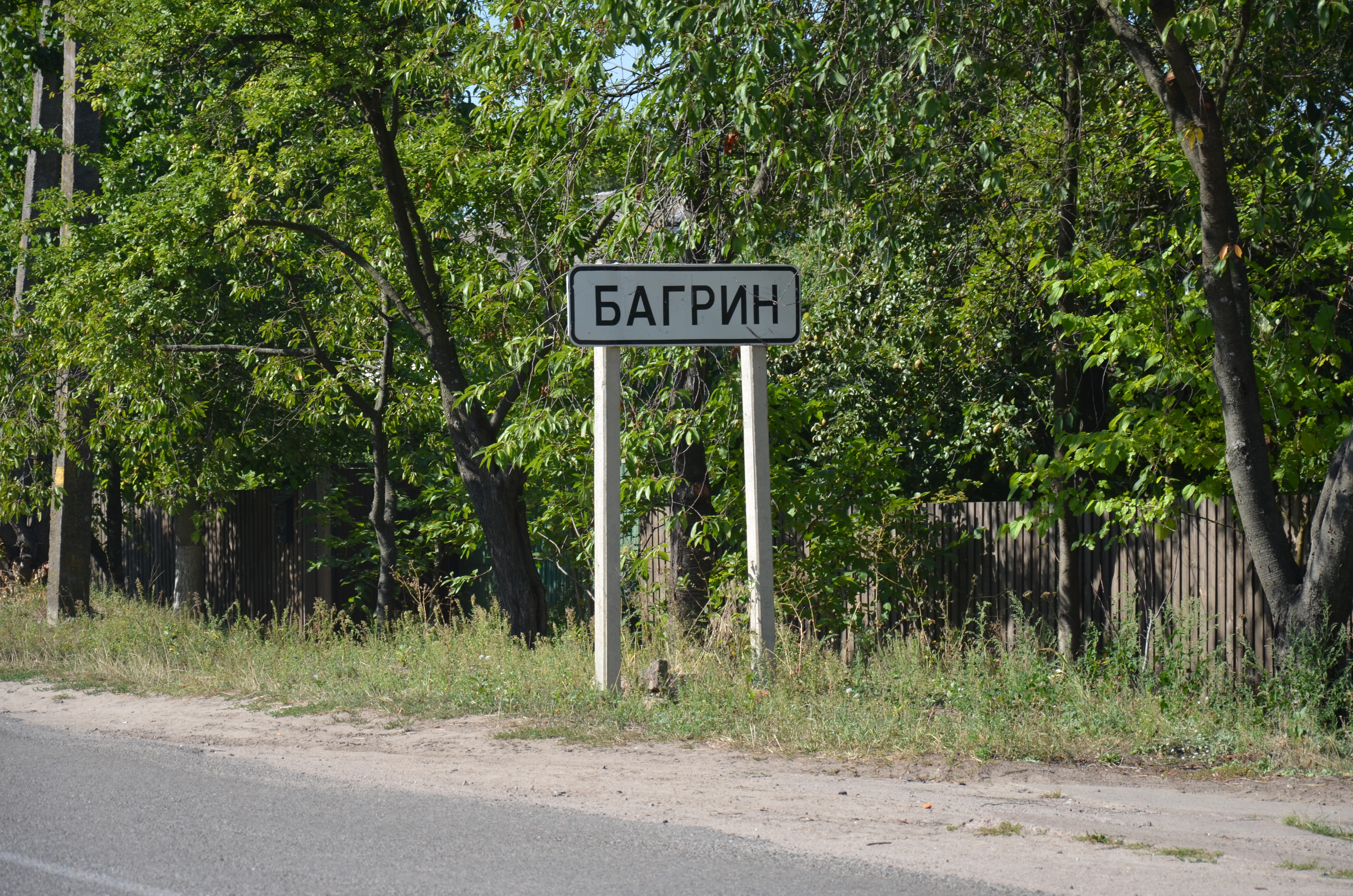
Багрин
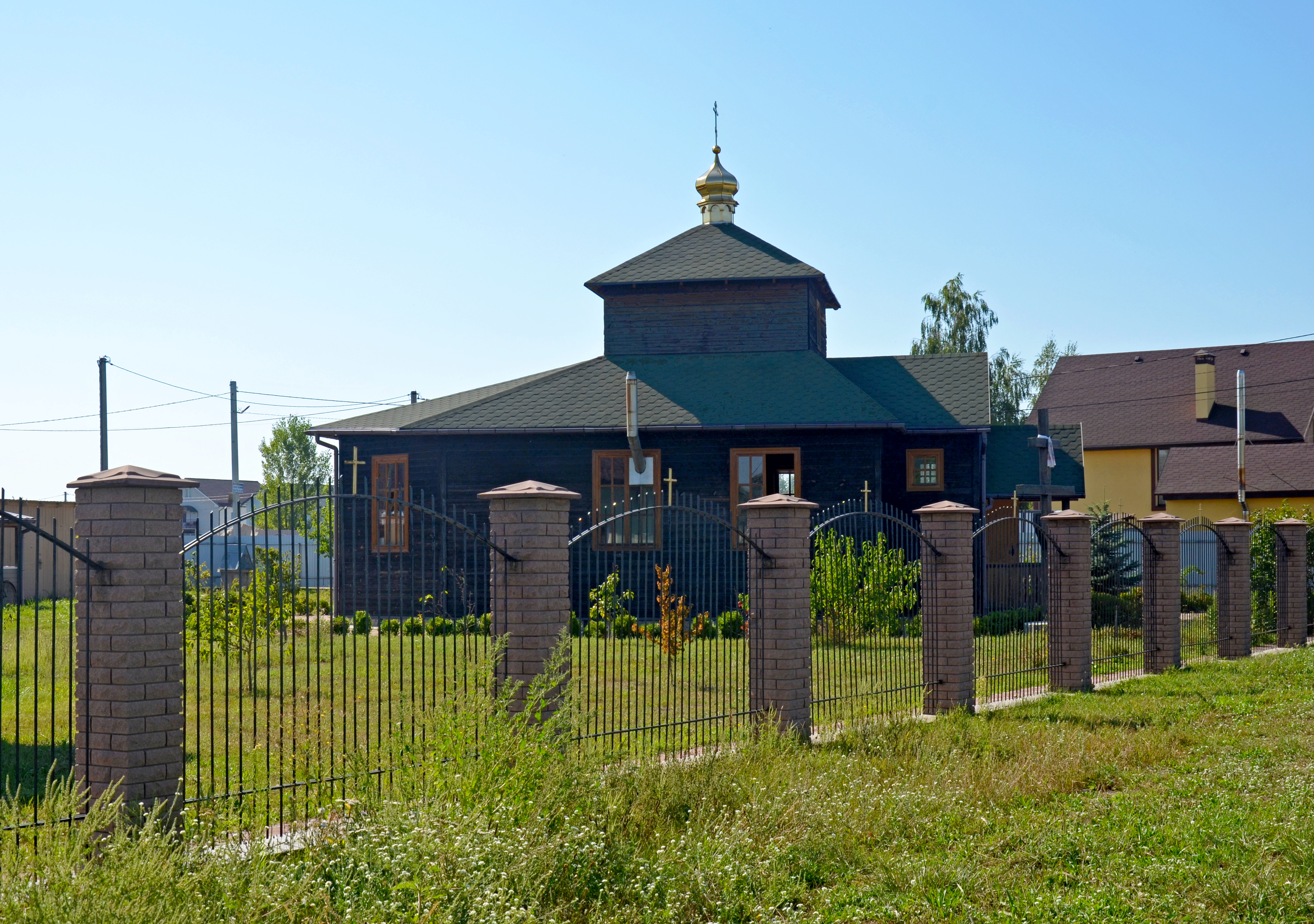
Храм Благовіщення Пресвятої Богородиці (Багрин), дерев'яна церква збудована в 2009 році
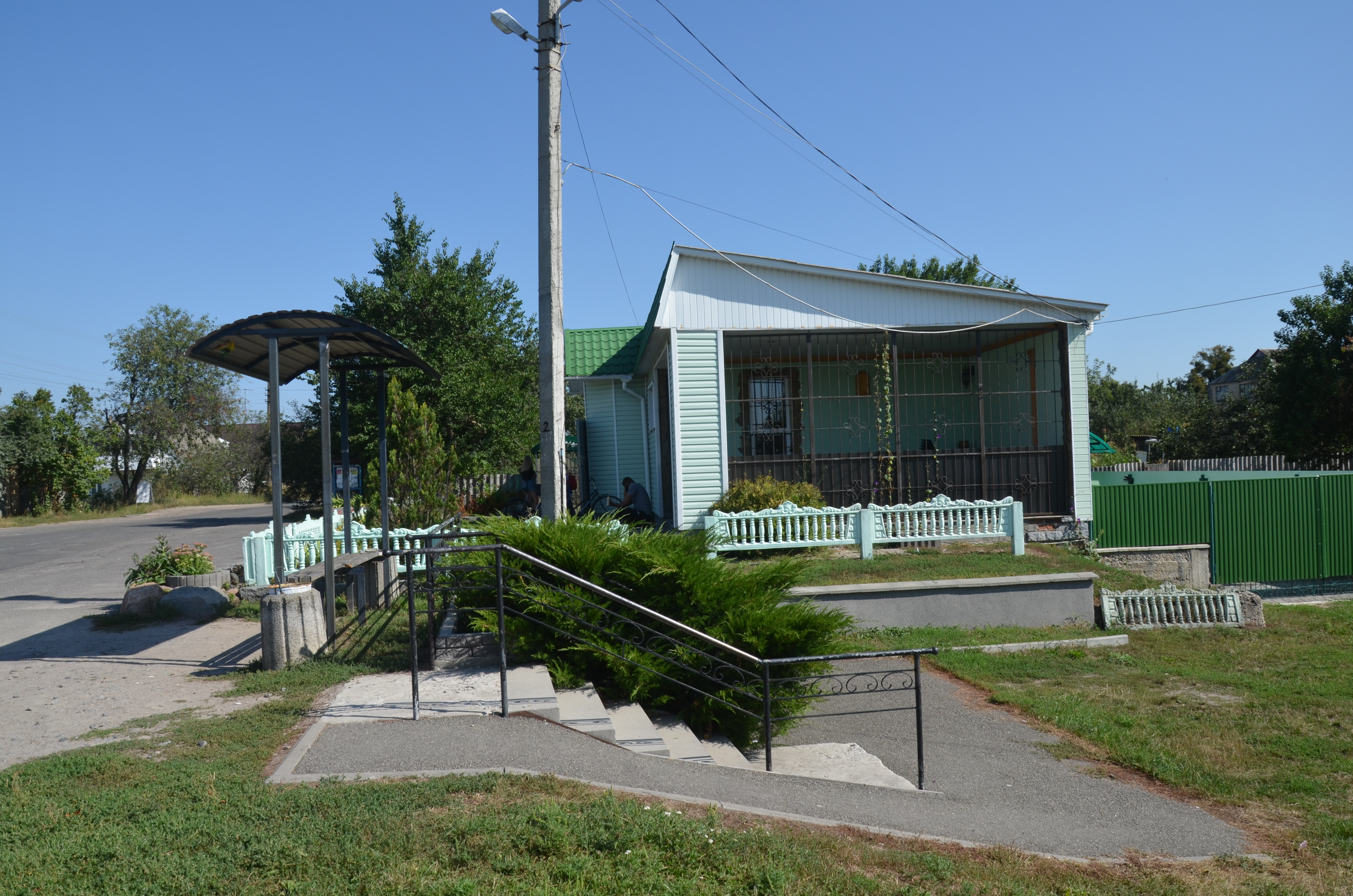
Магазин і зупинка (Багрин)
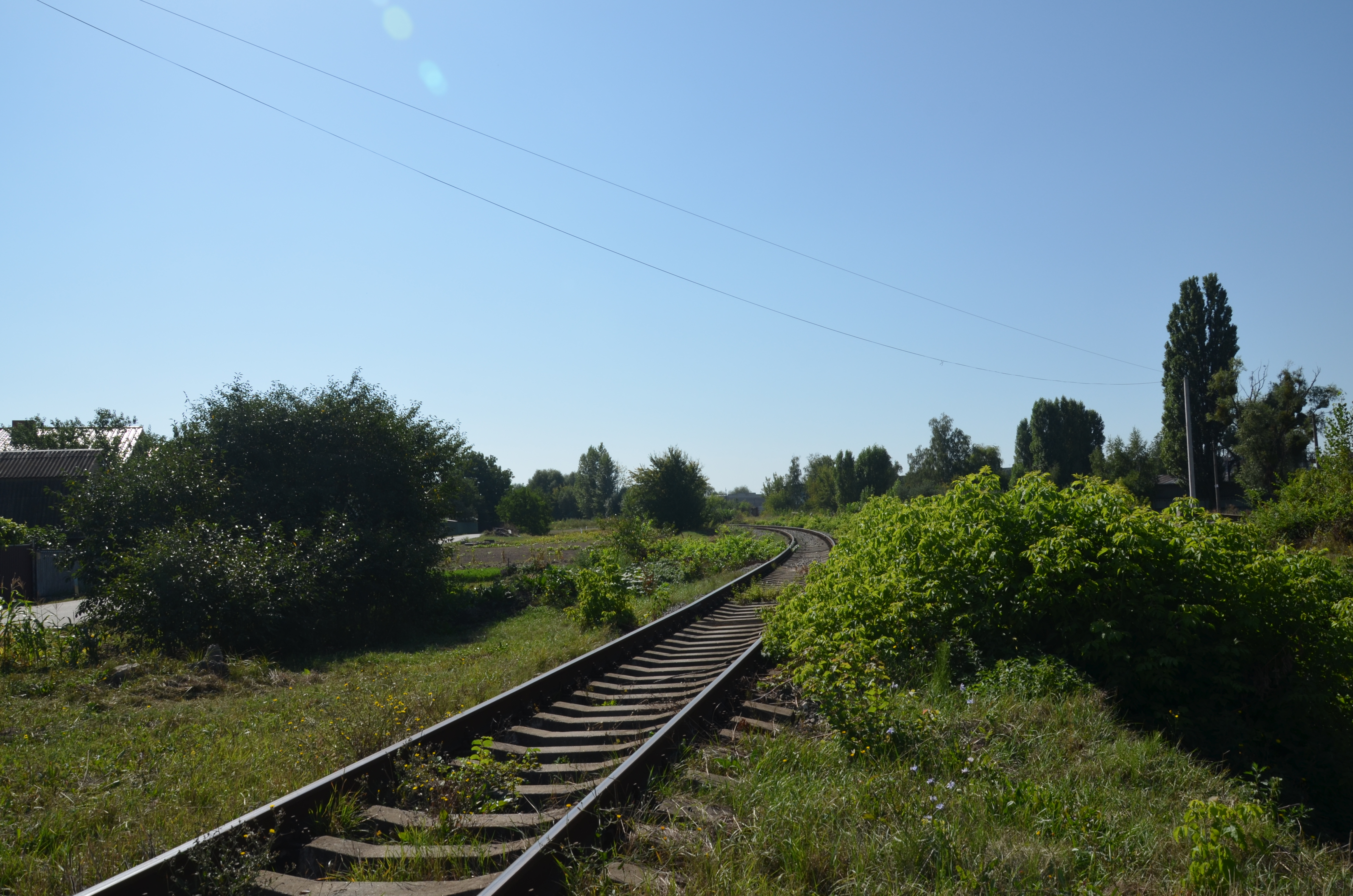
Залізнична колія Південно-Західної залізниці в напрямку Василькова, що проходить околицею села. Зараз ця лінія задіяна для руху приміських поїздів з Києва до Василькова.